# 林良忠
林良忠是台灣的一位電影攝影師，畢業於台灣淡江大學法國語文學系、紐約大學電影研究所碩士班。他曾擔任1991年劇情電影《推手》攝影師，入圍第28屆台灣電影金馬獎最佳攝影獎。1993年，台灣電影《喜宴》攝影師。1994年，台灣電影《飲食男女》攝影師。
林贊庭是林良忠的父親，憑藉《寂寞的十七歲》、《愛的天地》、《女朋友》、《梅花》四奪金馬獎最佳攝影，2021年獲得第58屆金馬獎終身成就獎。

## 導演作品
1990 第13屆金穗獎 最佳16mm劇情片《板凳上的天空》

## 攝影作品
- 1992 推手 導演李安
- 1993 喜宴 導演 李安
- 1993 《如煙往事》導演 魯曉威
- 1994 飲食男女 導演李安
- 1996 《犬殺》導演 彭小蓮
- 1998 女兒紅
- 1998 上海紀事 導演彭小蓮
- 1998 花橋榮記 導演謝衍
- 1999《人見人愛》導演 魯曉威
- 2000《WHAT'S COOKING?》導演 古莉·查夏
- 2000《可可的魔傘》導演 彭小蓮
- 2001 滿山紅柿 導演 彭小蓮
- 2002 《我愛貝克漢》導演 古莉·查夏
- 2002 《假裝沒感覺》
- 2003 《季風中的馬》導演 寧才
- 2003 《美麗上海》
- 2005 向日葵 張揚 (導演)
- 2006 上海倫巴 導演 彭小蓮
- 2006 芳香之旅 導演 章家瑞
- 2006 盲山 導演 李楊
- 2009 《我們天上見》導演 蔣雯麗
- 2009 《米香》導演 白海濱、王鴻飛
- 2009 《復活的三葉蟲》導演 檀冰
- 2011 《追愛》導演 劉怡明
- 2011 《正·青春》導演 趙燕國彰
- 2011 《老明星》導演 叢曉
- 2012 《阿米·走步》導演 亞妮
- 2016 《驢得水》導演 周申、劉露
- 2017《一紙婚約》導演 張輝
- 2019 《歸去》導演 顏雷
- 2019 《送我上青雲》導演 滕叢叢

## 得獎紀錄
1992 第37屆亞太影展「最佳影片獎」；1992 法國亞眠影展「最佳處女作導演獎」；1992 金馬獎入圍「最佳攝影」《推手》
1993 奧斯卡入圍「最佳外語片獎」；1993 柏林影展「金熊獎」；1993 第30屆金馬獎「最佳劇情片」 《囍宴》
1994 奧斯卡入圍「最佳外語片獎」；1994 坎城影展開幕影片；1994 金球獎提名「最佳外語片」；1994 亞太影展獎「最佳影片獎」；1994 國家影評人協會獎「最佳外語片」 ；1993 第30屆金馬獎入圍「最佳劇情片」；1995 美國獨立精神獎 Independent Spirit Awards 最佳攝影 《飲食男女》
2005 第26屆南非德本國際影展「最佳攝影獎」《季風中的馬》
2005 西班牙聖塞巴斯蒂安影展「最佳攝影銀貝殻獎」《向日葵》
2011 美國夏威夷國際電影節；2012 北京國際電影節；2012 美國洛杉磯亞太國際電影節 《追愛》
2012 第八屆-北京國際體育電影節；第三十屆-米蘭國際體育電影節 特别大奖 《阿米·走步》
2017 美國紐約獨立電影獎「最佳攝影」；2017 美國洛杉磯電影獎「最佳影片」；2017 英國倫敦電影獎「最佳影片」；2017 英國卡迪夫國際電影節提名「最佳外語劇情長片」 《歸去》